# Lodewijk Theodoor van Nassau-LaLecq (1701-1748)
Lodewijk Theodoor graaf van Nassau-LaLecq (gedoopt Den Haag, 21 augustus 1701 - 1748) was de zoon van Maurits Lodewijk II van Nassau-LaLecq en Elisabeth Wilhelmina van Nassau-Odijk.
Van Nassau-LaLecq was in 1720 vaandrig in het regiment gardes te voet en werd in 1725 bevorderd tot kapitein. Hij diende onder meer in het regiment van zijn tweede schoonvader Benjamin Crommelin te Doornik en werd in 1745 benoemd tot majoor in het regiment der cavalerie van Hop.
Hij trouwde in 1729 met Christoffelina Maria Casimira (Reinera) Schlippenbach (1705-1732) en in het jaar na haar sterven, 1733 met Josina Geertruida Crommelin (1715-1756), dochter van luitenant-generaal Benjamin Crommelin (1684-1753).
Hij was vader van onder anderen:
- Catherina Elisabeth Wilhelmina van Nassau-LaLecq (1736-1777)
- Lodewijk Theodoor II van Nassau-LaLecq (1741-1795), heer van de Lek, heer van Ouderkerk 1762-1773